# Arribeu
Arribeu fou un rei dels macedonis lincestis (del Lyncus) esmentat per Tucídides als anys 8è i 9è de la guerra del Peloponès, que diu que en aquest temps estava revoltat contra el seu sobirà Perdicas II de Macedònia. El rei va enviar a Bràsides per sotmetre al rebel (424 aC) i es va fer una expedició en la que va participar el mateix rei macedoni, però aquest va abandonar a Bràsides a la meitat de la feina i el general va haver de fer una hàbil retirada.